# Rinorea subauriculata
Rinorea subauriculata är en violväxtart som beskrevs av Thomas Ford Chipp. Rinorea subauriculata ingår i släktet Rinorea och familjen violväxter. Inga underarter finns listade i Catalogue of Life.